# Roger Hummel
Roger Hummel, né le 28 janvier 1900 à Paris où il est mort le 22 novembre 1983, est un architecte français, deuxième second Prix de Rome en 1928. 

## Biographie
Fils d'un marchand de chaussure, il est élève au lycée Henri IV puis à l'école des arts appliqués puis à l'école des Beaux-Arts de Paris. Il entre en effet à l'atelier de Gabriel Héraud en 1918. Logiste à trois reprises au Prix de Rome, il obtient le deuxième second grand prix en 1928 (avec comme sujet « hôtel d'ambassade dans un grand pays d'Extrême-Orient »), derrière Eugène Beaudouin. 
En 1928, il s'associe à André Dubreuil et fondent un cabinet à Paris. Ils deviennent architectes de l’OPHBM de la Seine et contribuent à ce titre à la construction d'un grand nombre de logements sociaux en région parisienne, dont l'une des plus connues est la Cité d'habitations à bon marché du square Dufourmantelle à Maisons-Alfort. Ils construisent également les groupes scolaires Jules-Ferry et Condorcet dans la même ville. Ils remportent le concours du Centre d'hygiène sociale à Boulogne-Billancourt, construit entre 1939 et 1945. Il est par ailleurs nommé architecte des Bâtiments civils et palais nationaux en 1932 et entre au comité de la revue L'Architecture d'aujourd'hui en 1933,.
Après la mort de son associé en 1948, il continue sa carrière en indépendant, installant son cabinet à Neuilly-sur-Seine en 1956, où il devient architecte de la ville. Il est également nommé architecte de la ministère de la Marine marchande, construisant plusieurs écoles de la marine marchande, ainsi qu'au ministère de l'éducation, construisant lycée et université. Il ferme son cabinet en 1983. 

## Principales réalisations
- Immeubles d'Habitation à Bon Marché dits Villa Jules-Guesde, Troyes, 1926 (label architecture contemporaine remarquable)[6]
- Groupe d'Habitations à Bon Marché (HBM) dit HLM de la rue d'Argenteuil, Bois-Colombes, 106 logements, 1929[7]
- Groupe d'Habitations à Bon Marché (HBM) dit HLM de la rue Lepine, Bois-Colombes, 1933[8]
- Cité d'habitations à bon marché du square Dufourmantelle, Maisons-Alfort, 1930-1934 (inscrits au titre des monuments historiques en 2007)
- Groupes scolaires Jules Ferry et Condorcet, Maisons-Alfort, 1932-1935 (inscrits au titre des monuments historiques en 2007)
- Centre d'hygiène sociale de Boulogne-Billancourt, actuelle annexe de la mairie, bâtiment Delory, 1939-1945
- Cité du Vieux-Pont à Nanterre, ensemble de 620 logements pour l'OPHDS (Office Public de l'Habitat du Département de la Seine, 1947-1953[9]
- Collège Madame-de-Sévigné, en collaboration avec Jacques Carlu, Gagny, 1957[10]
- École nationale de la marine marchande de Paimpol, actuel Lycée professionnel maritime Pierre Loti, 1958-1962[11]
- École nationale de la marine marchande à Sainte-Adresse, 1961[12]
- Faculté de droit, de sciences politiques et de gestion de Strasbourg, 1962 (inscrit monuments historiques en 2005)